# ناحیه غذر
ناحیه غذر (به انگلیسی: Ghizer District) یکی از ناحیه‌های پاکستان در پاکستان است که در گلگت-بلتستان واقع شده‌است.